# Foz do Douro
Foz do Douro (portugiesisch „Mündung des Douro“) ist ein Ort und eine ehemalige Gemeinde (Freguesia) der nordportugiesischen Stadt Porto.

Lage der Gemeinde im Kreis vor der Gebietsreform 2013

 Die Gemeinde hatte 11.105 Einwohner (Stand 30. Juni 2011).

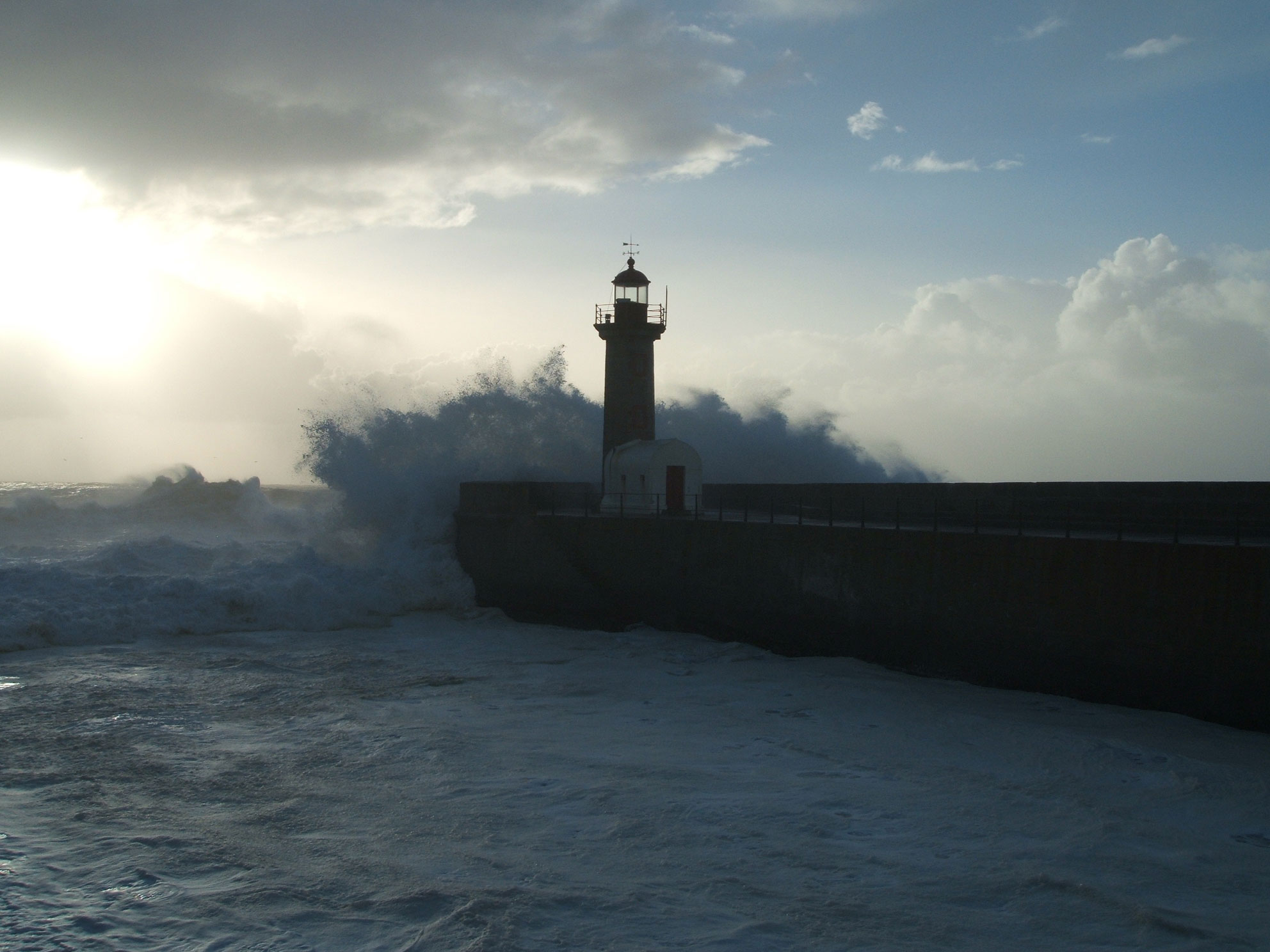
Von der Douro-Mündung in den Atlantik, wo der Leuchtturm Felgueiras steht, hat Foz do Douro seinen Namen.

Am 29. September 2013 wurden die Gemeinden Foz do Douro, Nevogilde und Aldoar zur neuen Gemeinde União das Freguesias de Aldoar, Foz do Douro e Nevogilde zusammengeschlossen.